# Westrehem (Delettes)
Westrehem  is een gehucht in de Franse gemeente Delettes in het departement Pas-de-Calais. Westrehem  ligt ruim een kilometer ten noordwesten van het dorpscentrum van Delettes, langs de weg naar Terwaan. Net ten zuiden van Westrehem stroomt de Leie.

## Geschiedenis
Een oude vermelding van de plaats dateert uit de 13de eeuw als Westrehen. Het gehucht hoorde samen bij het gehucht Radomez, tot het eind van het ancien régime. Toen werden de beide gehuchten ondergebracht in de gemeente Delettes.
Delettes · Upen d'Amont · Upen d'Aval · Westrehem

Lijst van Franse gemeenten · Arrondissement Sint-Omaars · Pas-de-Calais · Hauts-de-France